# Sarcophaga clotho
Sarcophaga clotho är en tvåvingeart som först beskrevs av Brethes 1920.  Sarcophaga clotho ingår i släktet Sarcophaga och familjen köttflugor. Inga underarter finns listade i Catalogue of Life.